# Matthijs Büchli
Matthijs Büchli (né le 13 décembre 1992 à Haarlem) est un coureur cycliste néerlandais, spécialiste de la piste. Il est notamment champion olympique de vitesse par équipes en 2020, champion du monde de vitesse par équipes en 2018, 2019 et 2020, ainsi que du keirin en 2019.

## Biographie
Spécialiste des épreuves de vitesse sur piste, Matthijs Büchli devient en 2007 chez les cadets champion des Pays-Bas de l'omnium. L'année suivante, il remporte deux titres nationaux chez les juniors sur le kilomètre et en vitesse individuelle. En 2010, il se classe deuxième du championnat néerlandais junior de l'omnium.
À partir de 2011, il court dans la catégorie élite. Au championnat des Pays-Bas, il est deuxième du kilomètre et troisième du keirin. Au Grand Prix de Vienne, il se classe troisième du keirin et en vitesse par équipes, en collaboration avec Hylke van Grieken et Rigard van Klooster. Le même trio néerlandais se classe sixième aux championnats d'Europe sur piste 2012. Plus tard dans l'année, il devient champion des Pays-Bas de vitesse. Lors des Coupes du monde 2012-2013 et Coupe du monde 2013-2014, il termine en tête du classement général du keirin. En 2013, il est champion des Pays-Bas de keirin. En 2013 et 2014, il obtient deux médailles de bronze sur le keirin aux mondiaux sur piste. 
En 2016, il est vice-champion du monde de vitesse par équipes. En août, il est sélectionné pour les Jeux olympiques de Rio de Janeiro, où il décroche la médaille d'argent au du keirin derrière Jason Kenny. L'année suivante, il est à nouveau vice-champion du monde de vitesse par équipes et médaillé de bronze dans la discipline aux championnats d'Europe.
Lors de la Coupe du monde 2017-2018, il réalise un triplé (keirin, vitesse individuelle et par équipes) lors de la manche de Minsk. Il gagne également le keirin des manches de Pruszków et de Manchester. La saison suivante, il remporte le keirin à Berlin et Londres, ainsi que le classement général de la spécialité pour la troisième fois de sa carrière.
Aux mondiaux 2018, Büchli devient pour la première fois champion du monde de vitesse par équipes avec Nils van 't Hoenderdaal, Harrie Lavreysen et Jeffrey Hoogland. Il est également sacré champion d'Europe du kilomètre. En 2019, il est double champion du monde de keirin et de vitesse par équipes (avec Lavreysen, Roy van den Berg et Hoogland). Aux championnats d'Europe de la même année, il décroche deux nouveaux titres (vitesse individuelle et par équipes) et une médaille de bronze en keirin. En 2020, il s'adjuge le titre mondial de la vitesse par équipes pour la troisième fois.
En 2021, il devient à Tokyo champion olympique de vitesse par équipes. En octobre, il participe avec son équipe BEAT Cycling au Ster van Zwolle, tracé sur 194,5 kilomètres et termine dernier. Il s'agit de sa première course sur route depuis ses années juniors. Après 12 ans à courir en tant que sprinteur sur piste, il décide à partir de 2022 de s'orienter sur l'endurance, principalement sur route, mais également sur piste,. Un documentaire diffusé sur la plate-forme Ziggo Sport, « De Benen van Büchli » (Les jambes de Búchli) retrace l'année où il passe d'un sprinteur à un routier.

## Vie privée
Büchli est en couple avec sa compatriote Laurine van Riessen.

## Palmarès

### Jeux olympiques
- Rio 2016
  -  Médaillé d'argent du keirin
  - 6e de la vitesse par équipes
- Tokyo 2020
  -  Champion olympique de vitesse par équipes
  - 19e du keirin

### Championnats du monde
| Édition / Épreuve              | Keirin   | Vitesse individuelle | Vitesse par équipes                                 |
| Apeldoorn 2011                 |          | 40e                  |                                                     |
| Melbourne 2012                 |          | 39e                  |                                                     |
| Minsk 2013                     | Bronze   |                      | 10e                                                 |
| Cali 2014                      | Bronze   |                      | 8e                                                  |
| Saint-Quentin-en-Yvelines 2015 | 9e       |                      | 5e                                                  |
| Londres 2016                   | 1er tour |                      | Argent                                              |
| Hong Kong 2017                 |          |                      | Argent                                              |
| Apeldoorn 2018                 | 4e       |                      | Or (avec Hoogland, Lavreysen et van 't Hoenderdaal) |
| Pruszków 2019                  | Or       | 20e                  | Or (avec Hoogland, Lavreysen et van den Berg)       |
| Berlin 2020                    | 11e      | 7e                   | Or (avec Hoogland, Lavreysen et van den Berg)       |

### Coupe du monde
- 2012-2013
  - Classement général du keirin

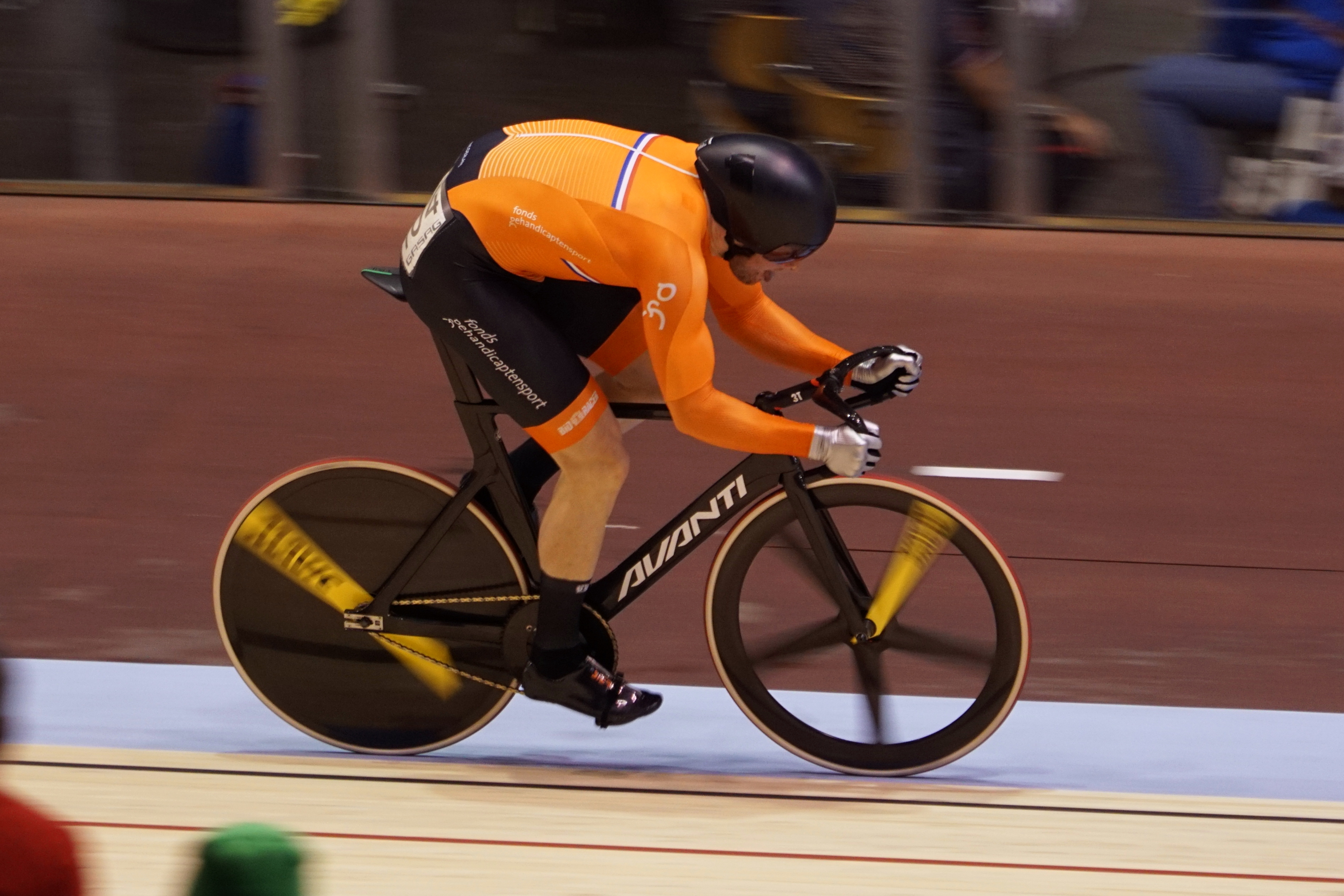
Büchli lors de la finale du keirin des championnats d'Europe 2017.

  - 1er du keirin à Aguascalientes
- 2013-2014
  - Classement général du keirin
  - 1er du keirin à Guadalajara
  - 1er de la vitesse par équipes à Guadalajara (avec Nils van 't Hoenderdaal et Hugo Haak)
- 2014-2015
  - 2e de la vitesse par équipes à Cali
- 2015-2016
  - 1er du keirin à Hong Kong
- 2017-2018
  - 1er du keirin à Pruszków
  - 1er du keirin à Manchester
  - 1er du keirin à Minsk
  - 1er de la vitesse à Minsk
  - 1er de la vitesse par équipes à Minsk  (avec Roy van den Berg et Theo Bos)
  - 2e de la vitesse par équipes à Manchester
- 2018-2019
  - Classement général du keirin
  - 1er du keirin à Berlin
  - 1er du keirin à Londres
  - 1er de la vitesse par équipes à Londres  (avec Roy van den Berg, Harrie Lavreysen et Jeffrey Hoogland)
  - 2e de la vitesse à Berlin
  - 2e de la vitesse par équipes à Milton
  - 3e du keirin à Milton
- 2019-2020
  - 3e du keirin à Hong Kong
  - 3e de la vitesse à Minsk
  - 3e de la vitesse par équipes à Minsk

### Coupe des nations
- 2023
  - 1er de l'élimination à Milton

### Ligue des champions
- 2022
  - 2e du scratch à Londres (II)
  - 3e de l'élimination à Londres (II)

### Championnats d'Europe
| Épreuve / Édition     | Kilomètre | Keirin | Vitesse par équipes                           |
| Anadia 2013 (espoirs) |           |        | Bronze                                        |
| Anadia 2014 (espoirs) | Argent    | Argent | Or (avec Hoogland et van't Hoenderdaal)       |
| Baie-Mahault 2014     |           | Argent |                                               |
| Berlin 2017           |           |        | Bronze                                        |
| Glasgow 2018          | Or        |        |                                               |
| Apeldoorn 2019        |           | Bronze | Or (avec Hoogland, Lavreysen et van den Berg) |

### Championnats nationaux
- Champion des Pays-Bas de vitesse en 2012, 2014, 2017, 2018 et 2019
- Champion des Pays-Bas de keirin en 2013, 2014, 2015 et 2017
- Champion des Pays-Bas de vitesse par équipes en 2015, 2017 et 2018
- Champion des Pays-Bas de course à l'américaine en 2022 (avec Philip Heijnen)
- Champion des Pays-Bas du scratch en 2022
- Champion des Pays-Bas de course à élimination en 2022

## Distinctions
- UEC Hall of Fame[7]